# Akademiestraße (Wien)
Die Akademiestraße befindet sich im 1. Wiener Gemeindebezirk, der Inneren Stadt. Sie wurde 1862 nach der dort errichteten Handelsakademie benannt.

## Geschichte
Bis Anfang der 1860er Jahre querte die Wiener Stadtmauer den Verlauf der heutigen Akademiestraße. Außerhalb der Mauer befand sich im Mittelalter die Vorstadt vor dem Kärntnertor.
Hier lag das Bürgerspital vor dem Kärntnertor, etwa im Bereich des heutigen Kärntner Rings, der Akademiestraße und des Karlsplatzes bis zum Wienfluss. Es wurde zwischen 1253 und 1257 gegründet. Im Bürgerspital wurden Einheimische und Fremde, Arme und Kranke, sowie Kinder und Greise aufgenommen. Die Finanzierung erfolgte durch zahlreichen Stiftungsbesitz, der dem Spital zugutekam.
1529 musste das Bürgerspital, ebenso wie alle anderen Vorstadtbauten, vor den herannahenden Türken abgerissen werden und wurde in die Stadt verlegt. Seit dem 16. Jahrhundert gehörte das Gelände zum Glacis und blieb unverbaut.
Nachdem Kaiser Franz Joseph I. 1857 beschlossen hatte, die Stadtbefestigungen abtragen und an deren Stelle die Wiener Ringstraße errichten zu lassen, entstand 1862 die Akademiestraße als Querstraße zum Kärntner Ring zwischen der Walfischgasse am Rand der historischen Altstadt im Norden und dem neuen Karlsplatz im Süden, insgesamt vier Häuserblöcke. 1881 wurde sie durch die Verbauung des ehemaligen Walfischplatzes um einen Häuserblock Richtung Stadtzentrum bis zur Krugerstraße verlängert. 2003 benannte man das Teilstück zwischen Mahlerstraße und Kärntner Ring in Max-Weiler-Platz um, beließ aber den anrainenden Gebäuden ihre Akademiestraße-Adressen.

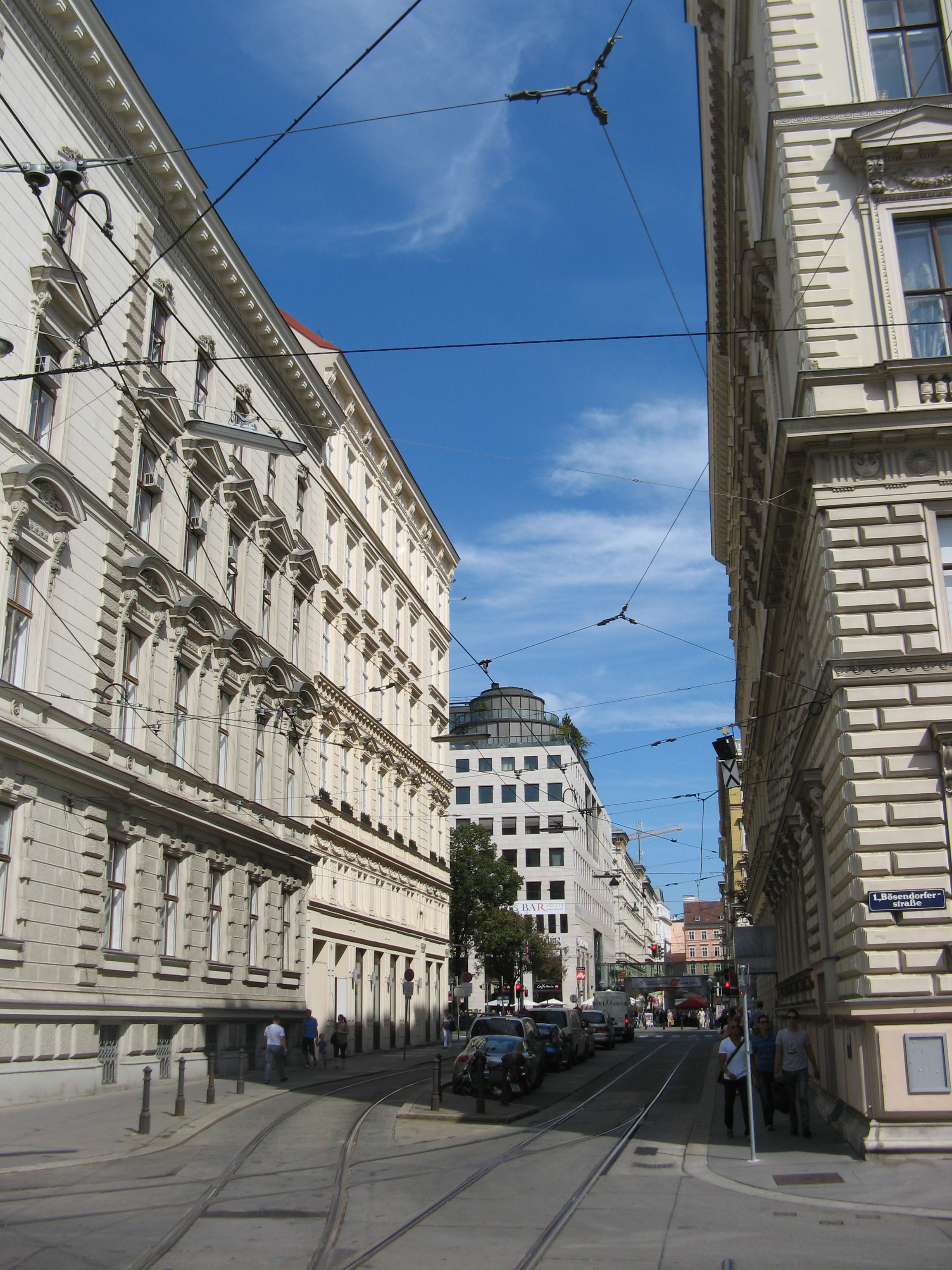
Blick in die Akademiestraße stadteinwärts, von der Bösendorferstraße aus gesehen

## Lage und Charakteristik
Die Akademiestraße verläuft von der Krugerstraße im Norden bis zum Karlsplatz im Süden. Zwischen Krugerstraße und Mahlerstraße wird sie als Einbahnstraße geführt, dann unterbricht der Max-Weiler-Platz mit seiner Fußgängerzone zwischen Mahlerstraße und Kärntner Ring die Akademiestraße, die den Ring quert. Zwischen Kärntner Ring und Karlsplatz wird die Fahrbahn der Akademiestraße von den Gleisen der Straßenbahnlinien 1 und 62 und der Badner Bahn in Anspruch genommen. Zwischen Karlsplatz und Bösendorferstraße dürfen keine Autos verkehren, zwischen Bösendorferstraße und Kärntner Ring können sie in einer Fahrtrichtung auf den Geleisen fahren. Durch diese Konstellation ist der Auto- und Radfahrverkehr in der Akademiestraße sehr gering, da immer nur ganz kleine Teilstücke befahrbar sind.
Die Verbauung ist vorwiegend durch historistische Wohnbauten aus dem letzten Drittel des 19. Jahrhunderts geprägt, die zur Ringstraßenzone gehören, beim Karlsplatz auch durch repräsentative Monumentalbauten. In der Akademiestraße befinden sich zahlreiche Restaurants und Geschäfte der gehobenen Preislage.

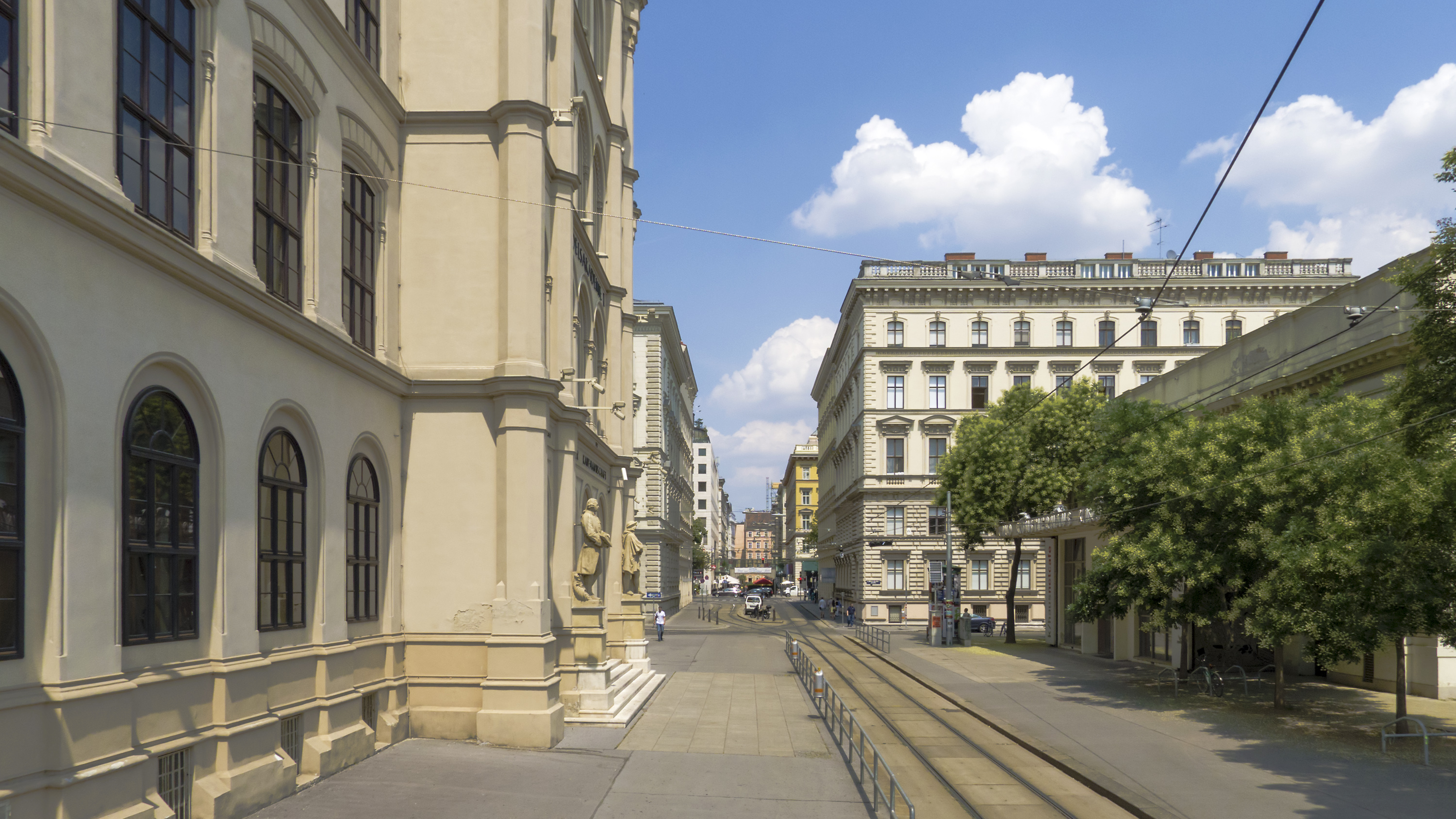
Akademiestraße bei der Handelsakademie stadteinwärts

## Bauwerke

### Nr. 1a: Wohn- und Geschäftshaus Bernhard Hoffmann
Das historistische Eckhaus wurde 1881 von Ludwig Tischler erbaut. Es befindet sich an der Hauptadresse Walfischgasse 13.

### Nr. 1b: Carl-Vaugoin-Hof
Hier befand sich ursprünglich das historistische Wohn- und Geschäftshaus Blümel, das 1860 von Carl Tietz errichtet wurde. Nach dessen Zerstörung im Zweiten Weltkrieg entstand 1957–1958 der heutige Carl-Vaugoin-Hof an der Hauptadresse Walfischgasse 10. Der Name erinnert an einen christlichsozialen Politiker der Zwischenkriegszeit.

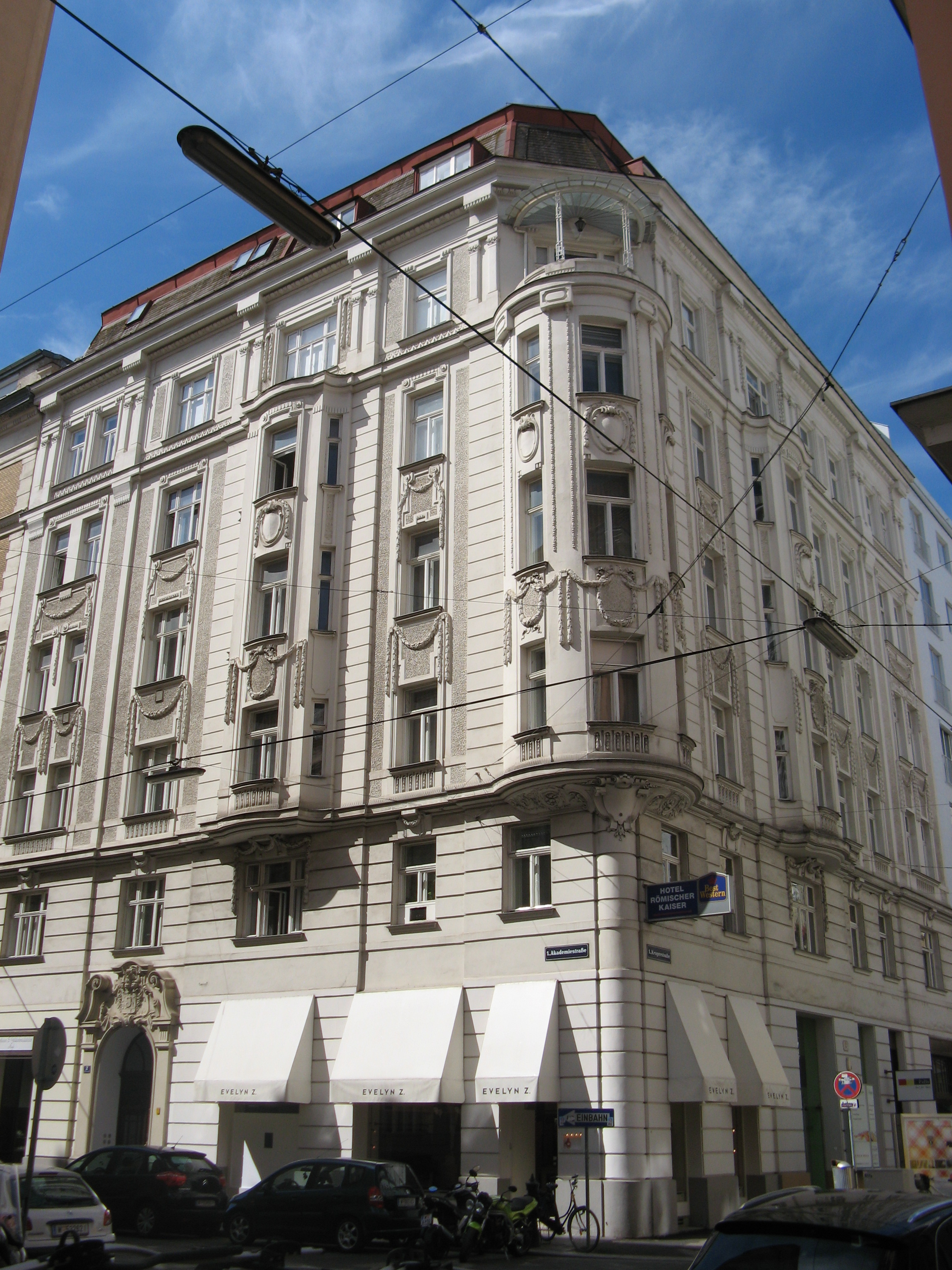
Akademiestraße 2, erbaut von Alfred Rothermann (1908 / 1909)

### Nr. 2: Späthistoristisches Eckhaus
Das Haus wurde 1908 / 1909 von Alfred Rothermann in neobarocken Formen für Alexander Erdödy aus der ungarischen Magnatenfamilie errichtet. Die Fassade ist durch Erker, besonders an der Ecke, reich gegliedert. Das oberste Geschoß ist durch ein Gesims etwas abgesetzt, dort befindet sich auch über dem runden Eckerker ein bemerkenswertes secessionistisches Flugdach aus Glas und Eisen. Das neobarocke Portal zeigt eine Wappenkartusche des Grafen Erdödy.

### Nr. 2b-2c: Gustav-Mahler-Hof
Das Wohn- und Geschäftshaus für Heinrich von Drasche-Wartinberg wurde 1861 / 1862 von Ludwig Förster errichtet. Das an drei Seiten freistehende frühhistoristische Durchhaus mit Innenhof hat Eingänge in der Walfischgasse 8 und der Mahlerstraße 7. Das Gebäude wurde später nach Gustav Mahler benannt. Es befindet sich im Eigentum einer 2015 von Karl Wlaschek hinterlassenen Stiftung.

### Nr. 3: Historistisches Eckhaus
Das Gebäude wurde 1868 / 1869 von Ferdinand Schlaf in Formen der Wiener Neorenaissance errichtet. Es befindet sich an der Hauptadresse Mahlerstraße 9.

### Nr. 4 bis 7: Max-Weiler-Platz
Die beiden Häuserblöcke zwischen Mahlerstraße und Kärntner Ring zu beiden Seiten der Akademiestraße sind für die Ringstraßengalerien durch eine eingehauste Brücke im 1. Stock verbunden. Vor ihnen erstreckt sich seit 2003 der Max-Weiler-Platz. Die Gebäude tragen aber auf dem elektronischen Stadtplan der Wiener Stadtverwaltung nach wie vor Hausnummern der Akademiestraße.

### Nr. 8: Wohn- und Geschäftshaus
Das frühhistoristische Eckhaus am Kärntner Ring 8 wurde 1860 / 1861 von den Architekten Wilhelm von Flattich und Carl Schumann entworfen.

### Nr. 9: Frühhistoristisches Eckhaus
Das Wohn- und Geschäftshaus wurde 1863 / 1864 von Anton Baumgarten für Alfred Pollak von Rudin in Formen der Neorenaissance erbaut. Es befindet sich am Kärntner Ring 10.

### Nr. 10: Historistisches Eckhaus
Das bedeutende historistische Eckhaus in Formen der Neorenaissance wurde 1868 / 1869 von Johann Romano von Ringe und August Schwendenwein von Lonauberg errichtet. Es liegt an der Adresse Bösendorferstraße 7.

### Nr. 11: Historistisches Eckhaus
Das Haus Hans Georg von Angeli wurde 1869 von Friedrich Schachner in Formen der Neorenaissance erbaut. Es befindet sich an der Bösendorferstraße 9.

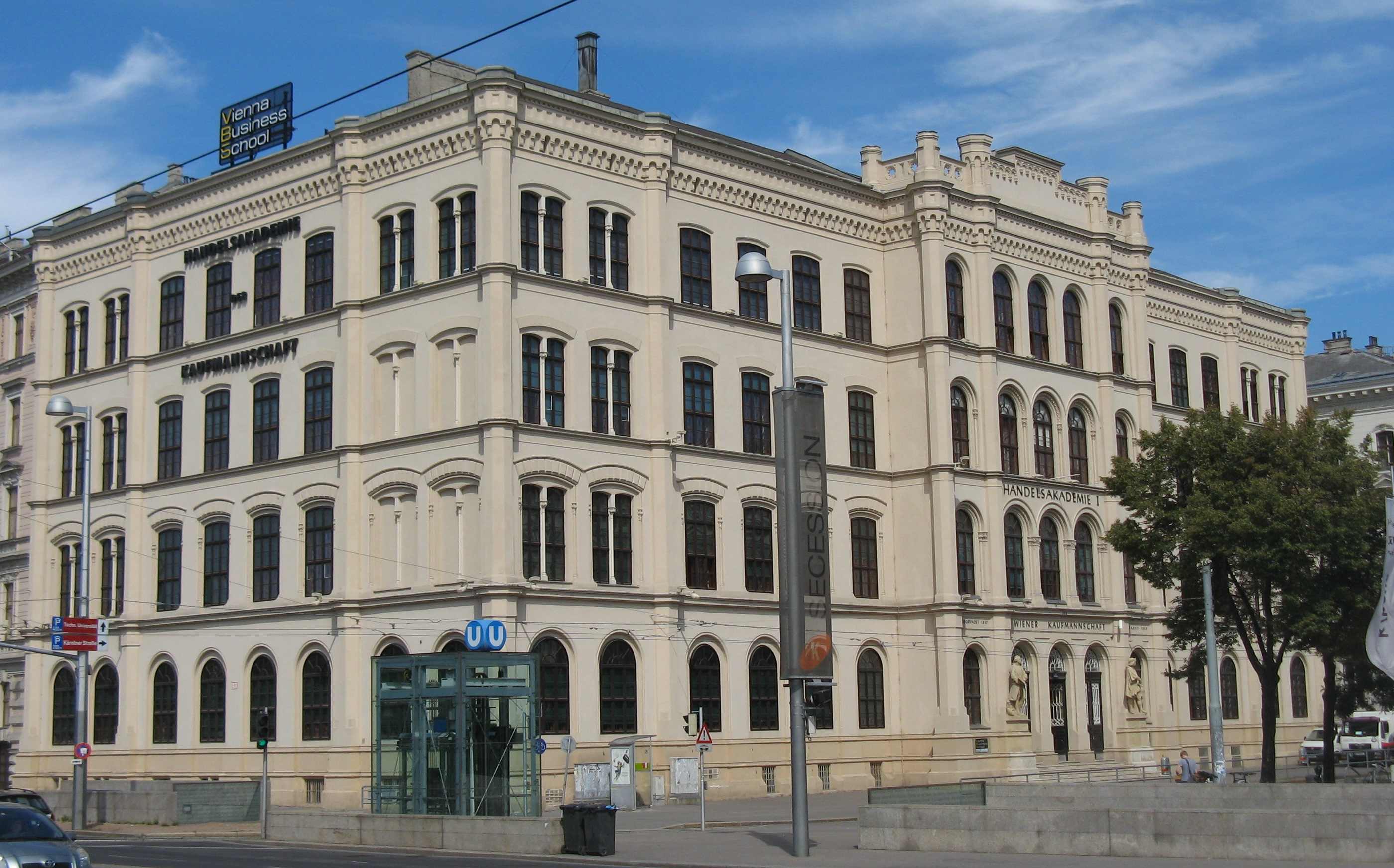
Handelsakademie I von Ferdinand Fellner d. Ä. (1860–1862)

### Nr. 12: Handelsakademie I der Wiener Kaufmannschaft
1860–1862 erbaute Ferdinand Fellner der Ältere die Handelsakademie I für die Wiener Kaufmannschaft in Formen eines späten romantischen Historismus; die Straße wurde nach dieser Akademie benannt. Sie war das erste fertiggestellte öffentliche Gebäude in der neugeschaffenen Ringstraßenzone. 1909 stockte sie Eduard Frauenfeld um das vierte Obergeschoß auf, 1993–1995 wurde das Gebäude renoviert. Die Handelsakademie nennt sich heute Vienna Business School.
Das Schulhaus wurde, auf drei Seiten freistehend, auf einem E-förmigen Grundriss errichtet. In der Mitte befindet sich ein zentrales Stiegenhaus, zu beiden Seiten liegen zwei kleine Innenhöfe. Die Fassade wird durch polygonale Pfeiler und durch Gesimse plastisch gegliedert. Das Eingangsportal befindet sich im Mittelrisalit und wird von den Statuen Adam Smiths und Christoph Kolumbus’, beide 1862 von Josef Cesar geschaffen, flankiert. Am Mittelrisalit und im Hochparterre sind Rundbogenfenster zu sehen, an der übrigen Fassade Segmentbogenfenster.
Im Gebäude befindet sich ein großes Vestibül mit M-förmiger Stiegenanlage. Der Festsaal im zweiten Stock wird durch eine aufwändig gestaltete Tür mit Rundbögen und Rosetten betreten. Im dritten Stock besteht ein breiter Saalraum mit Gedenktafel von 1909. Die Buchregale der Bibliothek werden durch Säulchen gerahmt und stammen ebenfalls von 1909.

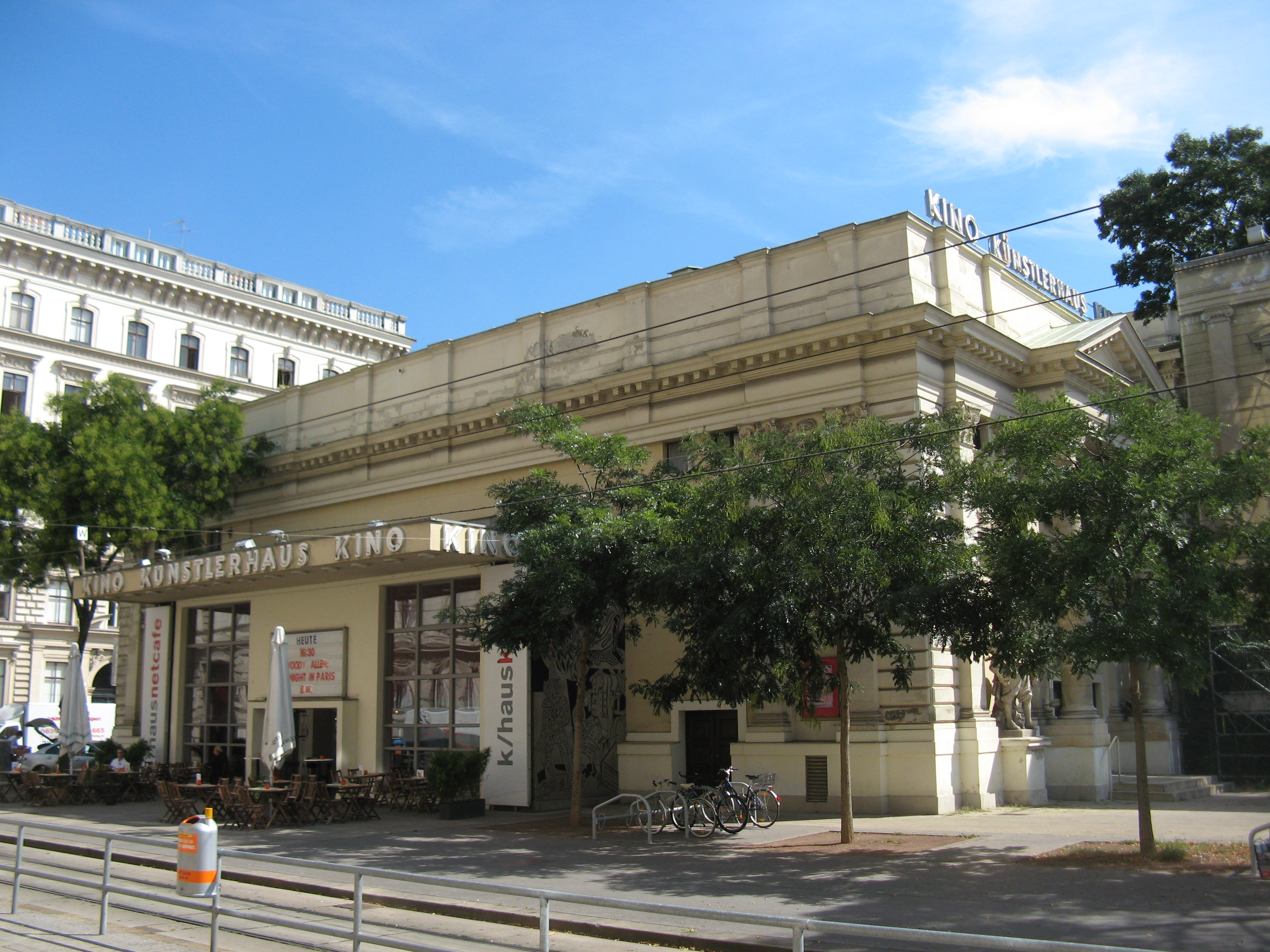
Künstlerhaus-Kino, erbaut von Alfons Hetmanek (1947–1949)

### Nr. 13: Künstlerhaus-Kino
Das Künstlerhaus Wien am Karlsplatz 5 wurde 1865–1868 von August Weber als repräsentatives Ausstellungs- und Versammlungsgebäude für die 1861 gegründete Genossenschaft der bildenden Künstler Wiens errichtet. Es zählt zu den herausragenden Gebäuden der Wiener Ringstraßenzone und bildet gemeinsam mit Handelsakademie und Musikvereinsgebäude ein Ensemble am Karlsplatz.
Der linke Seitenpavillon an der Akademiestraße wurde 1947–1949 von Alfons Hetmanek unter Beteiligung von Carlos Riefel und Rudolf Pleban zu einem Kinosaal umgebaut. Am Eingangsportal befinden sich an dessen Seitenwänden Sgraffiti von Leopold Schmid aus dem Jahr 1948, die symbolisch die verschiedenen Filmgenres darstellen. Der Kinosaal selbst besitzt monumentale Leinwandbilder von Rudolf Eisenmenger, Deckenstuckreliefs von Rudolf Schmidt, Puttenreliefs von Ferdinand Opitz und Erich Pieler sowie Mahagonimasken neben der Bühne von Alfons Riedel. Das Kino war eine der Spielstätten des von der Stadtverwaltung getragenen Filmfestivals Viennale.
Seit September 2013 wird es als Stadtkino im Künstlerhaus ganzjährig von einer Tochterfirma der Viennale bespielt.
An der Außenseite zur Akademiestraße befinden sich die Statuen Peter Paul Rubens’ von Victor Tilgner (1879–82) und Albrecht Dürers von Anton Schmidgruber (1879).